# شبح أبي
شبح أبي فيلم كوميدي خيالي أمريكي أنتج في عام 1990، من بطولة بيل كوسبي وإخراج سيدني بواتييه.

## القصة
إليوت هوبر (بيل كوسبي) أرمل مدمن على العمل على وشك الحصول على صفقة مدى الحياة في العمل، والتي يأمل أن تفوز بها بترقية وسيارة شركة. بعد أن نسي عيد ميلاد ابنته ديان، حاول تعويضها من خلال وعدها بأنها تستطيع الحصول على سيارته عندما يؤمن الصفقة في العمل يوم الخميس المقبل. بعد إقناعه بإعطاء السيارة لابنته في وقت مبكر، يجب على إليوت أن يوقف سيارة أجرة من العمل، والتي يقودها الشيطان كورتيس بورش (رينور شاين)، الذي يقود بشكل متقطع ويخرج عن السيطرة. في محاولة لإيقاف التاكسي، أعلن إليوت أنه الشيطان ويأمره بإيقاف التاكسي، ويحاول أيضًا إعطائه محفظته. بصدمة لرؤية «سيده الشرير»، يقود «بورتش» من الجسر إلى النهر. يخرج إليوت من مكان الحادث، ليكتشف أنه شبح عندما يفشل ضابط شرطة في ملاحظته وتمر حافلة مسرعة عبره مباشرة. عندما يعود إلى المنزل، يكتشف أن أطفاله الثلاثة يمكنهم رؤيته، ولكن فقط في غرفة مظلمة تمامًا، ولا يمكنهم سماعه في بعض الأحيان. يكافح ليخبرهم بما حدث عندما نقله إلى لندن الباحث الخارق السير إديث موسر (إيان بانين)، الذي أخبره أنه شبح لم يدخل الحياة الآخرة بعد لأنهم «أفسدوا» روحه لن تعبر حتى يوم الخميس. حيث أدت ضغوط العمل والحياة الأسرية إلى العديد من الأحداث الكوميدية، حيث يحاول إليوت تجديد بوليصة التأمين على الحياة الخاصة به وإتمام اندماج شركته، لذلك سيتم إعالة أسرته بمجرد عبوره. في أحد الأيام، يجب عليه الاختيار بين البقاء في اجتماع عمل مهم ومساعدة ابنه في خدعة سحرية في المدرسة. قرر في النهاية أن سعادة عائلته أكثر أهمية وخرج على رئيسه الغاضب، السيد كولينز (باري كوربين)، الذي طرده لاحقًا بشكل متعجرف. يكشف إليوت عن نفسه كشبح لمحبته، جوان (دينيس نيكولاس)، التي سرعان ما تتحول صدمتها الأولية إلى تعاطف.

## النقد
لقي الفيلم مراجعات نقدية سلبية، حيث اعتبره بعض النقاد أسوأ فيلم في عام 1990 بينما وضعه آخرون ضمن قائمة الأسوء في كل العصور.[بحاجة لمصدر]

## روابط خارجية
- شبح أبي على موقع IMDb (الإنجليزية)
- شبح أبي على موقع روتن توميتوز (الإنجليزية)
- شبح أبي على موقع نتفليكس (الإنجليزية)
- شبح أبي على موقع ألو سيني (الفرنسية)
- شبح أبي على موقع Turner Classic Movies (الإنجليزية)
- شبح أبي على موقع أول موفي (الإنجليزية)
- شبح أبي على موقع بوكس أوفيس موجو (الإنجليزية)
- شبح أبي على موقع فيلمافينيتي (الإسبانية)
- شبح أبي على موقع قاعدة بيانات الأفلام السويدية (السويدية)
- شبح أبي على موقع قاعدة بيانات الفيلم (الإنجليزية)